# ウィリアム・コーニッシュ
ウィリアム・コーニッシュ（William CornyshまたはCornish, 1465年頃 イースト・グリニッジ – 1523年10月 ケント州）は16世紀イングランドのルネサンス音楽の作曲家・劇作家・舞台俳優・詩人。ちなみに当時の曲集『イートン・クワイアブック』に作品が載っているのは、おそらく同姓同名の父親（†1502年）である。
ヘンリー7世と、ことにヘンリー8世の治世のもとで、イングランド宮廷における音楽活動を体験し、宗教曲だけでなく、宮廷社会の娯楽となっていた世俗的な意味合いの音楽の創作も手懸けた。とりわけヘンリー8世の寵愛を受け、宮廷内で高い俸給を得るとともに、1513年に終身王室教師に任命され、宮廷楽団から退任後はケント州の地所ガット・ハイルデンを贈られた。
コーニッシュは宗教曲のほかに、いくつかの世俗音楽（器楽曲や歌曲）も作曲しており、世俗歌曲の歌詞はたいてい自作であった。コーニッシュの作風は、フランドル楽派の作曲様式に近い。英語のアンセム《悲しい勢揃い Woefully arrayed 》や、《マニフィカト》《サルヴェ・レジナ》《スターバト・マーテル》などのラテン語典礼文による宗教曲もすぐれているが、舞台の挿入歌と思しき小曲《ああロビン、やさしいロビン》は素朴だがしみじみとした表現によって聴く者の胸を打つ。
フリート監獄で作られた詩のうち唯一現存する作品によると、誤って告発され、偽りの情報によって有罪宣告を受けたというが、その告発がどんなものであったかは分かっていない。